# اورادنیا
اورادنیا (به لاتین: Uradeniya) یک منطقهٔ مسکونی در سری‌لانکا است که در استان مرکزی (سری‌لانکا) واقع شده‌است.